# 2MASS J154043.42-510135.7
2MASS J154043.42-510135.7 is een rode dwerg met een spectraalklasse van M7.0±0.5 en een magnitude van +15,26. De ster bevindt zich 17,37 lichtjaar van de zon. De ster is ouder dan 600 MJ. De ster werd ontdekt op 21 mei 2014.